# 上海萬里城
上海万里城是中華人民共和國上海市普陀區長征鎮的一個居住区。该居住区东起交暨路，西至真南路，南至交通路，北至富水路，占地面积216公顷，总建筑面积257（一說215）万平方米，绿化面积105万平方米。該住宅區由上海中环集团負責开发。上海万里城於1997年6月动工，1999年底，上海萬里城一期55萬平方米竣工。2000年10月，上海市副市長韓正來上海萬里城視察。2002年3月22日，上海万里城三期中環家園開盤。截至2008年，上海万里城已竣工248万平方米。